# Ligusterfly
Ligusterfly (Craniophora ligustri) är en fjärilsart som beskrevs av Ignaz Schiffermüller 1776. Ligusterfly ingår i släktet Craniophora och familjen nattflyn. Arten är reproducerande i Sverige. Inga underarter finns listade i Catalogue of Life.

## Bildgalleri

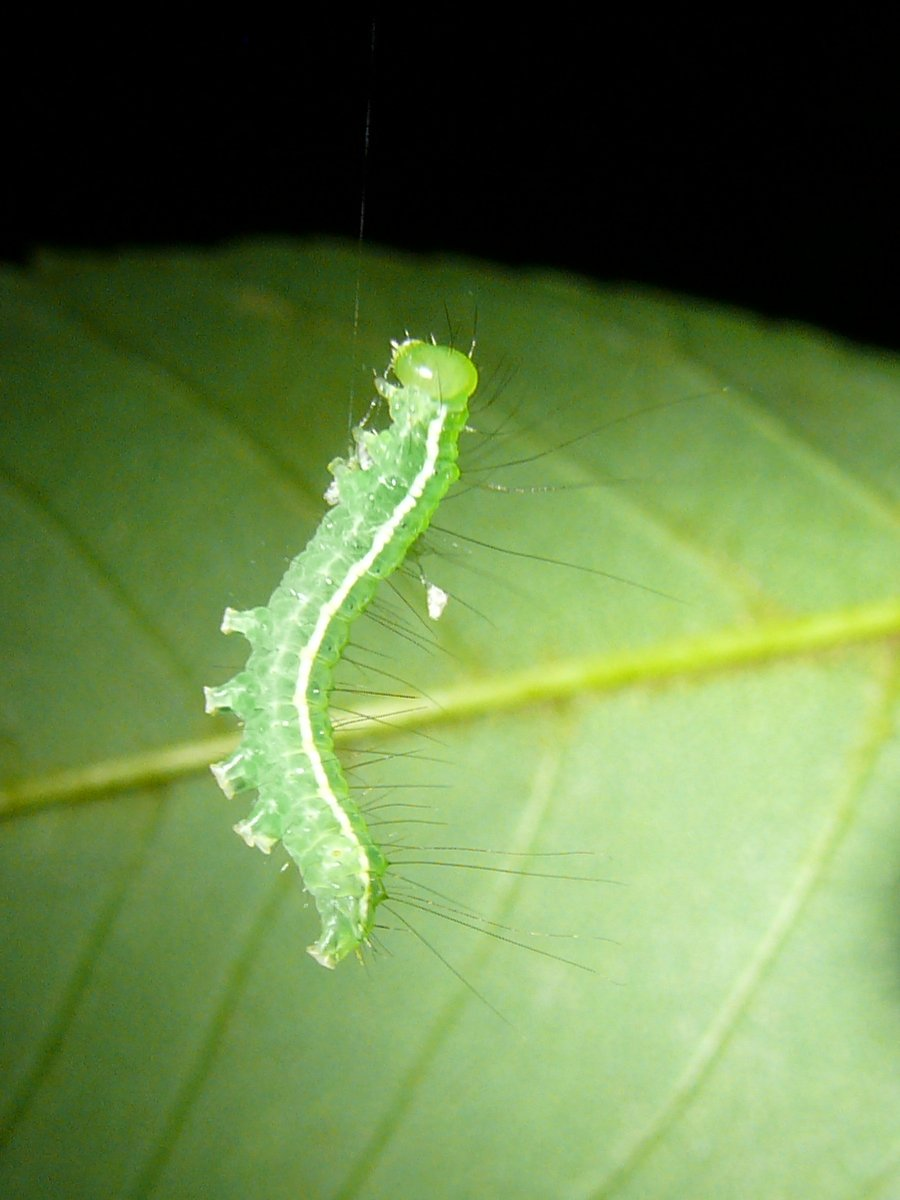